# Preslava

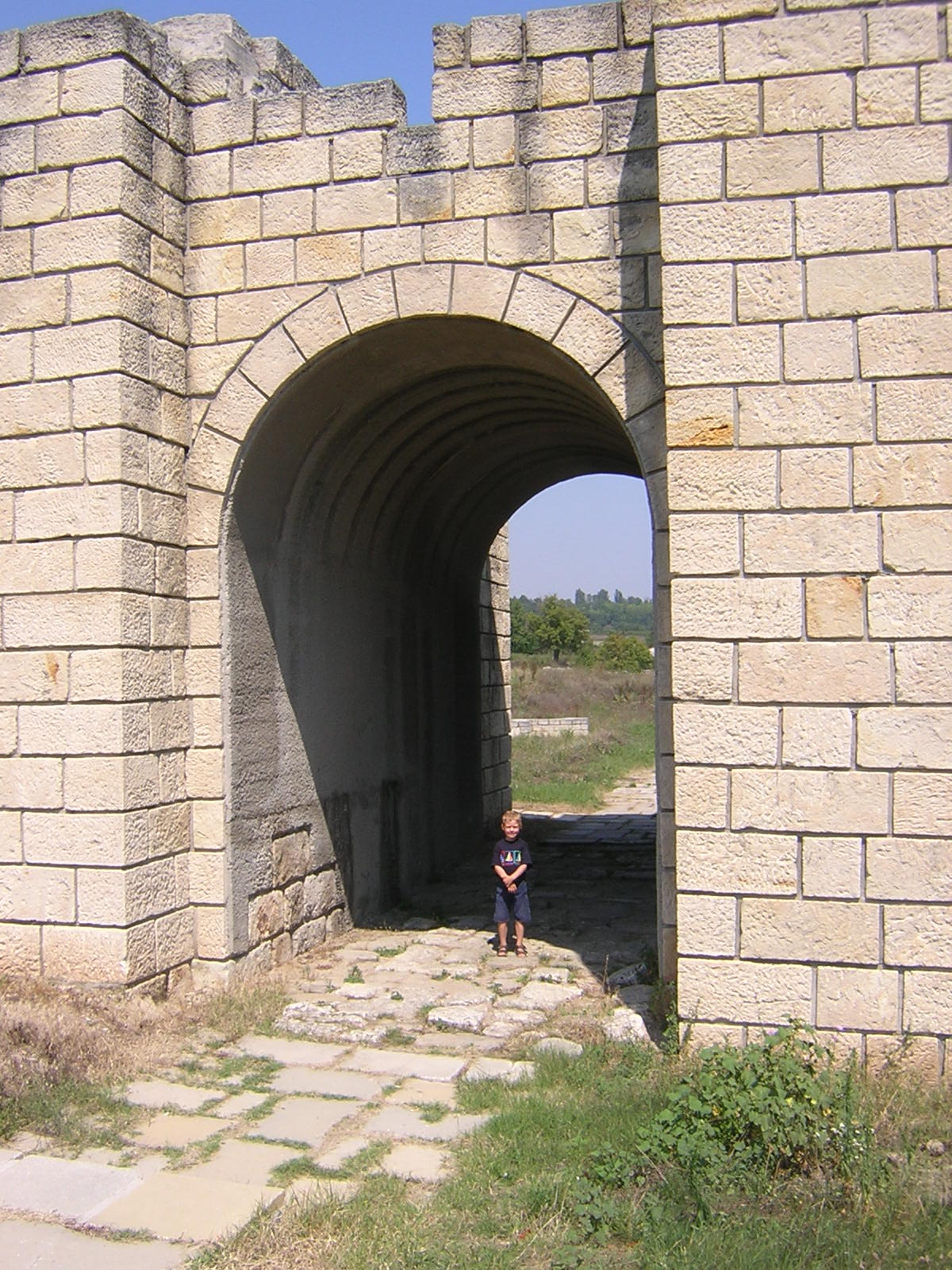
Porta de Preslava

Preslava (em búlgaro: Преслав; romaniz.: Preslav) foi a capital do Primeiro Império Búlgaro de 893 a 972. As ruínas de Preslava estão situadas a 20 km ao sudoeste da capital regional de Shumen, e constituem-se na atualidade uma reserva arqueológica nacional.
O nome de Preslava é de origem eslava. A cidade pode ter sido um assentamento eslavo até sua fortificação no começo do século IX. Nos arredores da capital do estado búlgaro, Plisca, teve Preslava um rápido crescimento durante os reinados dos cãs búlgaros, Crum e Omurtague. Na época da coroação de Bóris I, em 852, era um importante centro militar e a base do izurgu-bulia (o terceiro oficial mais importante do império). Depois da conversão dos búlgaros ao cristianismo (864) construiu-se um grande número de igrejas na cidade.